# 5275 Zdislava
5275 Zdislava è un asteroide areosecante. Scoperto nel 1986, presenta un'orbita caratterizzata da un semiasse maggiore pari a 2,1994349 UA e da un'eccentricità di 0,2547560, inclinata di 6,05445° rispetto all'eclittica.
L'asteroide è dedicato a Zdislava Berka, nobildonna boema venerata come santa dalla chiesa cattolica.